# Đội tuyển bóng đá quốc gia Argentina
Đội tuyển bóng đá quốc gia Argentina (tiếng Tây Ban Nha: Selección de fútbol de Argentina) là đội tuyển bóng đá đại diện cho Argentina tại các giải đấu bóng đá nam quốc tế và được quản lý bởi Hiệp hội bóng đá Argentina, cơ quan quản lý bóng đá ở Argentina.
Được xem là một trong những đội tuyển bóng đá hàng đầu và thành công nhất thế giới, Argentina đang là đương kim vô địch thế giới sau khi lên ngôi ở World Cup 2022. Tính đến nay, đội đã 6 lần lọt vào chung kết World Cup và có ba lần giành chức vô địch. Trận chung kết đầu tiên của Argentina là vào năm 1930 mà đội thua 2–4 trước chủ nhà Uruguay. Argentina đã giành chiến thắng trong trận chung kết tiếp theo vào năm 1978, đánh bại Hà Lan 3–1 trong hiệp phụ. Argentina lại vô địch vào năm 1986 với chiến thắng 3–2 trước Tây Đức, một giải đấu mang đậm dấu ấn của ngôi sao Diego Maradona. Đội lọt vào trận chung kết World Cup một lần nữa vào năm 1990, và để thua 0–1 trước Tây Đức bởi quả phạt đền ở phút 87 do Andreas Brehme thực hiện. Argentina tiếp tục bị người Đức gieo sầu trong trận chung kết vào năm 2014 với bàn thắng duy nhất trong hiệp phụ của Mario Götze. Tám năm sau, Argentina góp mặt trong trận chung kết World Cup 2022 và đã giành chiến thắng 4–2 ở loạt sút luân lưu trước Pháp sau khi hai đội hòa nhau kịch tính 3–3 trong 120 phút thi đấu chính thức.
Các huấn luyện viên vô địch World Cup của đội là César Luis Menotti năm 1978, Carlos Bilardo năm 1986 và Lionel Scaloni năm 2022. Kể từ khi danh hiệu Quả bóng vàng dành cho cầu thủ xuất sắc nhất giải đấu được FIFA chính thức trao tặng từ năm 1982, các cầu thủ Argentina đã giành được danh hiệu này ba lần; Maradona năm 1986 cùng với Lionel Messi các năm 2014 và 2022. Guillermo Stábile năm 1930 và Mario Kempes năm 1978 là những cầu thủ ghi nhiều bàn thắng nhất tại các kỳ World Cup mà họ tham dự.
Argentina cũng đang là đương kim vô địch Copa América sau khi có hai lần lên ngôi liên tiếp vào các năm 2021 và 2024, qua đó trở thành đội tuyển vô địch nhiều lần nhất trong lịch sử giải đấu với 16 lần. Ngoài ra, đội còn giành nhiều chức vô địch nhất tại Siêu cúp Liên lục địa CONMEBOL–UEFA với hai lần lên ngôi vào các năm 1993 và 2022. Đội cũng đã giành chức vô địch FIFA Confederations Cup 1992. Tính đến năm 2024, Argentina giữ kỷ lục về số danh hiệu chính thức mà một đội tuyển bóng đá quốc gia nam giành được với tổng cộng 23 danh hiệu.
Brasil, Uruguay, Anh, Đức, Hà Lan, Nigeria là những đội tuyển được xem như kình địch với Argentina. Về cá nhân cầu thủ Argentina, Lionel Messi là cầu thủ khoác áo đội tuyển nhiều nhất mọi thời đại với 187 trận và là cầu thủ ghi nhiều bàn thắng nhất với 109 bàn. Hiện tại, đội đang đứng ở vị trí số 1 trên bảng xếp hạng FIFA.

## Lịch sử
Trận đấu đầu tiên Argentina thi đấu là gặp Uruguay vào ngày 20 tháng 6 năm 1902. Trận đấu quốc tế đầu tiên của cả hai bên được tổ chức tại Montevideo và Argentina thắng 6–0. Trong những năm đầu tiên tồn tại, Argentina chỉ thi đấu giao hữu với các đội Nam Mỹ khác. Lý do cho điều này rất đa dạng, bao gồm thời gian di chuyển dài giữa các quốc gia và sự gián đoạn do Chiến tranh thế giới thứ nhất.
La Albiceleste đã 6 lần góp mặt ở các trận chung kết World Cup, trong đó có trận chung kết đầu tiên vào năm 1930, họ thua 4–2 trước Uruguay. Argentina giành chiến thắng trong trận chung kết tiếp theo vào năm 1978, đánh bại Hà Lan 3–1. Tám năm sau, vào năm 1986, Argentina dưới sự dẫn đầu của Diego Maradona giành chức vô địch lần thứ hai với chiến thắng 3–2 trước Tây Đức. Dưới sự dẫn đầu của Maradona, họ lại lọt vào trận chung kết năm 1990, nhưng cuối cùng để thua 1–0 trước Tây Đức, bởi một quả phạt đền gây nhiều tranh cãi. Được dẫn đầu bởi Lionel Messi, Argentina lọt vào trận chung kết năm 2014, nơi họ bị Đức đánh bại 1–0 trong hiệp phụ. Năm 2022, một lần nữa dưới băng đội trưởng của Messi, Argentina lần thứ ba vô địch World Cup, đánh bại Pháp 4–2 trên chấm phạt đền, sau khi hòa 3–3 trong thời gian thi đấu chính thức. Các huấn luyện viên vô địch World Cup của đội tuyển là César Luis Menotti năm 1978, Carlos Bilardo năm 1986 và Lionel Scaloni năm 2022.
Argentina là đội tuyển giàu thành tích nhất ở giải vô địch bóng đá lớn nhất Nam Mỹ, Copa América, với 16 lần đăng quang và cũng đang là đương kim vô địch giải đấu. Đội cũng đã giành được Cúp Liên đoàn các châu lục vào năm 1992 cũng như Siêu cúp Liên lục địa CONMEBOL–UEFA vào năm 1993 và 2022.
Tháng 3 năm 2007, Argentina lần đầu tiên đứng đầu bảng xếp hạng bóng đá nam FIFA.

## Sân nhà

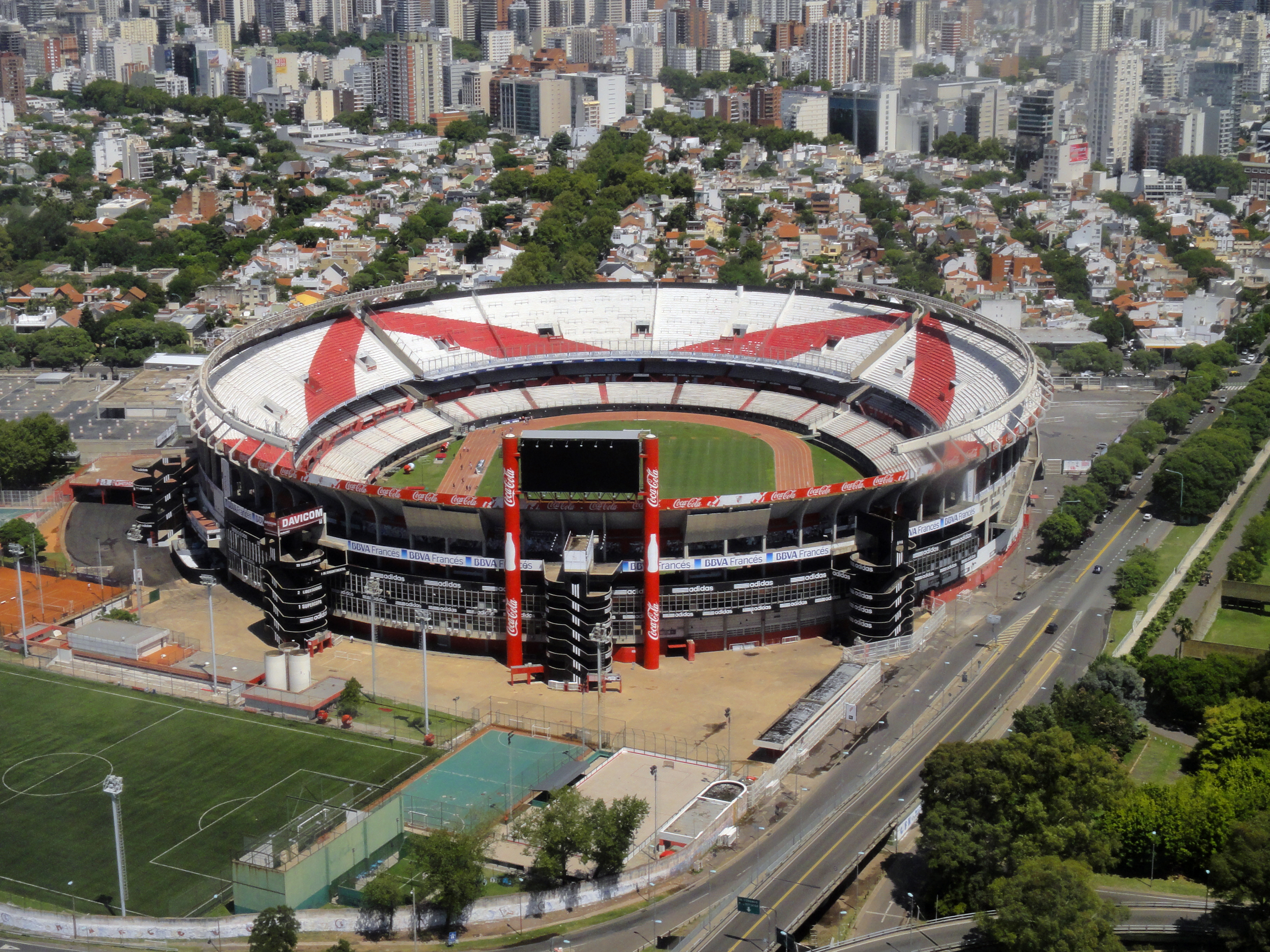
Sân vận động tượng đài Antonio Vespucio Liberti, địa điểm thi đấu thường xuyên của Argentina

Argentina chơi hầu hết các trận đấu trên sân nhà tại sân vận động của River Plate, Estadio Monumental, ở thủ đô Buenos Aires, mặc dù đội cũng thường xuyên sử dụng nhiều địa điểm khác, chẳng hạn như Estadio Único Madre de Ciudades và Sân vận động Boca Juniors, La Bombonera. Những địa điểm đó, cùng với Estadio Mario Alberto Kempes và Estadio San Juan del Bicentenario, được sử dụng cho vòng loại World Cup 2022. Ngoài ra, Argentina thi đấu một số trận tại Rosario Central trong chiến dịch vòng loại World Cup 2010 của họ.
Sân vận động G.E.B.A. là nơi Argentina thi đấu các trận đấu quốc tế đầu tiên với tư cách là đội địa phương. Trận đấu được tổ chức vào ngày 13 tháng 9 năm 1908, cho Copa Newton và trận đấu với Uruguay có ý nghĩa lịch sử vì đây là lần đầu tiên Argentina mặc áo thi đấu sọc xanh trắng nhạt, đây sẽ là đồng phục chính thức cho đến ngày nay. GEBA cũng là địa điểm tổ chức Copa Centenario Revolución de Mayo, giải đấu quốc tế Nam Mỹ đầu tiên được tổ chức vào năm 1910. Đội tuyển quốc gia Argentina chơi trận cuối cùng tại GEBA vào ngày 19 tháng 10 năm 1919, khi đội giành được Copa Premier Honor Argentino sau đánh bại Uruguay với tỷ số 6–1.
Hơn nữa, Estadio Sportivo Barracas cũng được coi là một địa điểm đáng nhớ của Argentina; sân vận động được Argentina sử dụng phổ biến từ năm 1920 đến năm 1932. Chơi tại sân vận động cho La Albiceleste vào ngày 2 tháng 10 năm 1924, tiền đạo Cesáreo Onzari đã ghi bàn trực tiếp từ một quả phạt góc, sự cố đầu tiên như vậy trong bóng đá, khi Argentina đánh bại Uruguay 2–1; những bàn thắng như vậy ngày nay thường được gọi là bàn thắng Olympic do Argentina vừa giành được danh hiệu Olympic 1924. Sportivo Barracas sau đó bị phá bỏ sau năm 1936.

## Hình ảnh đội tuyển

### Trang phục
Bộ quần áo bóng đá được Argentina mặc lần đầu tiên trong trận ra mắt chính thức trước Uruguay vào năm 1902 là một chiếc áo màu xanh nhạt. Vào ngày 2 tháng 7 năm 1908, Argentina ra mắt sọc dọc màu xanh lam nhạt trên áo thi đấu màu trắng, khi đội thi đấu với đội được thành lập bởi các cầu thủ Liga Paulista tại Velódromo Paulistano, họ đã sử dụng áo thi đấu này trong trận đấu chính thức với Uruguay vào ngày 13 tháng 9 năm 1908, và áo thi đấu sọc xanh trắng vẫn là trang phục thi đấu chính thức của Argentina kể từ đó đến nay. Trang phục thi đấu sân khách của đội thường có màu xanh đậm, với màu sắc của quần đùi và tất thay đổi theo thời gian.
Argentina cũng đã mặc những bộ quần áo khác; vào ngày 3 tháng 6 năm 1919 tại Rio de Janeiro, thi đấu với Brasil, Argentina mặc trang phục thi đấu màu xanh nhạt, tương tự như của Uruguay, để bày tỏ sự tôn trọng đối với Roberto Chery, thủ môn dự bị của Uruguay, người đã ngã quỵ và qua đời trong trận đấu với Chile tại Giải vô địch Nam Mỹ 1919; trận đấu giữa Argentina và Brasil được tổ chức bởi Liên đoàn bóng đá Brasil vì lợi ích của những người thân của Chery. Tại World Cup 1958, Argentina mặc áo đấu màu vàng của câu lạc bộ Thụy Điển IFK Malmö trong trận đấu với Tây Đức, khi đội đến Thụy Điển mà không có trang phục thi đấu sân khách.
Tại World Cup 1986 ở Mexico, huấn luyện viên lúc bấy giờ, Carlos Bilardo, đã yêu cầu nhà cung cấp trang phục thi đấu của đội, Le Coq Sportif, cung cấp những chiếc áo sơ mi xanh nhạt hơn cho trận tứ kết với Anh sau ba ngày nữa, nhưng họ không thể cung cấp được. Sau đó, một thành viên của ban huấn luyện đã lùng sục các cửa hàng ở Thành phố México để tìm 38 chiếc áo sơ mi trơn, được biến đổi với phiên bản ngẫu hứng của biểu tượng AFA được thêu trên áo và số áo bóng bầu dục Mỹ màu bạc được ủi ở mặt sau. Mặc áo thể thao với số áo tạm thời, Argentina đánh bại Anh vào ngày 22 tháng 6, với Diego Maradona ghi "bàn thắng của Chúa" nổi tiếng của mình. Sau đó, chiếc áo sơ mi trở thành biểu tượng của dịp này và là món đồ quan trọng của các nhà sưu tập.
Tại World Cup 2018 ở Nga, Argentina ra mắt bộ quần áo bóng đá sân khách màu đen; và tại World Cup 2022 ở Qatar, lần đầu tiên họ mặc trang phục thi đấu sân khách màu tím trong một trận đấu chính thức.

### Nhà tài trợ trang phục

Biểu tượng AFA đã được thêm vào bộ đồng phục thi đấu vào năm 1976

| Nhà cung cấp    | Giai đoạn | Nguồn         |
| --------------- | --------- | ------------- |
| St. Margaret    | 1901–1924 |               |
| Gath & Chaves   | 1930–1934 | [ 48 ]        |
| Industria Lanús | 1958–1963 | [ 49 ]        |
| Noceto Sports   | 1964–1965 | [ 50 ] [ 51 ] |
| Sportlandia     | 1966      | [ 52 ]        |
| Uribarri        | 1967–1974 | [ 52 ]        |
| Adidas          | 1974–1979 | [ 48 ] [ 53 ] |
| Le Coq Sportif  | 1980–1989 | [ 48 ] [ 54 ] |
| Adidas          | 1990–1998 | [ 53 ] [ 55 ] |
| Reebok          | 1999–2001 | [ 56 ]        |
| Adidas          | 2001–nay  | [ 53 ]        |

### Huy hiệu
Argentina đã sử dụng logo của Hiệp hội bóng đá Argentina làm biểu tượng kể từ lần đầu tiên nó được mặc tại World Cup 1958 ở Thụy Điển; biểu tượng đã được thêm vào áo khoác của đội, nhưng không phải áo sơ mi. Biểu tượng này không được sử dụng trên áo thi đấu cho đến ngày 16 tháng 11 năm 1976, khi Argentina đấu với Liên Xô tại Estadio Monumental. Lúc đầu, biểu tượng được sử dụng không bao gồm vòng nguyệt quế, lần đầu tiên được thêm vào cho World Cup 1982.
Như một thông lệ, hai ngôi sao đã được thêm vào phía trên huy hiệu vào năm 2004, tượng trưng cho hai chức vô địch World Cup của Argentina năm 1978 và 1986. Năm 2022, một ngôi sao thứ ba đã được thêm vào sau khi Argentina lần thứ ba lên ngôi vô địch thế giới.

## Kết quả và lịch thi đấu
Sau đây là danh sách kết quả các trận đấu trong 12 tháng qua, cùng các trận đấu đã được lên lịch trong tương lai.
Chú thích
      Thắng
      Hòa
      Thua
      Lịch thi đấu

### 2024
| 10 tháng 6 Giao hữu | Argentina      | 1–0      | Ecuador | Chicago, Hoa Kỳ                                                                     |  |
| 05:30 UTC+7         | - Di María 40' | Chi tiết |         | Sân vận động: Soldier Field Lượng khán giả: 51,090 Trọng tài: Drew Fischer (Canada) |  |

| 15 tháng 6 Giao hữu | Argentina                                        | 4–1      | Guatemala                | Landover, Hoa Kỳ                                                                           |  |
| 07:00 UTC+7         | - Messi 12', 77' - La. Martinez 39' (ph.đ.), 66' | Chi tiết | - Li. Martinez 4' (l.n.) | Sân vận động: Commanders Field Lượng khán giả: 65,000 Trọng tài: Joseph Dickerson (Hoa Kỳ) |  |

| 21 tháng 6 Cúp bóng đá Nam Mỹ 2024 - Vòng bảng | Argentina                        | 2–0      | Canada | Atlanta, Hoa Kỳ                                                                                    |  |
| 07:00 UTC+7                                    | - Álvarez 49' - La. Martinez 88' | Chi tiết |        | Sân vận động: Mercedes-Benz Stadium Lượng khán giả: 70,564 Trọng tài: Jesús Valenzuela (Venezuela) |  |

| 26 tháng 6 Cúp bóng đá Nam Mỹ 2024 - Vòng bảng | Chile | 0–1      | Argentina          | East Rutherford, Hoa Kỳ                                                                  |  |
| 08:00 UTC+7                                    |       | Chi tiết | - La. Martinez 88' | Sân vận động: MetLife Stadium Lượng khán giả: 81,106 Trọng tài: Andrés Matonte (Uruguay) |  |

| 30 tháng 6 Cúp bóng đá Nam Mỹ 2024 - Vòng bảng | Argentina               | 2–0      | Perú | Miami Gardens, Hoa Kỳ                                                                         |  |
| 07:00 UTC+7                                    | - La. Martinez 47', 86' | Chi tiết |      | Sân vận động: Hard Rock Stadium Lượng khán giả: 64,972 Trọng tài: César Arturo Ramos (Mexico) |  |

| 5 tháng 7 Cúp bóng đá Nam Mỹ 2024 - Tứ kết            | Argentina          | 1–1 (4–2 p)                          | Ecuador           | Houston, Hoa Kỳ                                                                      |  |
| 08:00 UTC+7                                           | - Li. Martínez 35' | Chi tiết                             | - Rodríguez 90+2' | Sân vận động: NRG Stadium Lượng khán giả: 69,456 Trọng tài: Andrés Matonte (Uruguay) |  |
|                                                       |                    | Loạt sút luân lưu                    |                   |                                                                                      |  |
| - Messi - Álvarez - Mac Allister - Montiel - Otamendi |                    | - Mena - Minda - Yeboah - J. Caicedo |                   |                                                                                      |  |

| 10 tháng 7 Cúp bóng đá Nam Mỹ 2024 - Bán kết | Argentina                 | 2–0      | Canada | East Rutherford, Hoa Kỳ                                                            |  |
| 07:00 UTC+7                                  | - Álvarez 22' - Messi 51' | Chi tiết |        | Sân vận động: MetLife Stadium Lượng khán giả: 80,102 Trọng tài: Piero Maza (Chile) |  |

| 15 tháng 7 Cúp bóng đá Nam Mỹ 2024 - Chung kết | Argentina           | 1–0 (s.h.p.) | Colombia | Miami Gardens, Hoa Kỳ                                                                    |  |
| 07:00 UTC+7                                    | - La. Martinez 112' | Chi tiết     |          | Sân vận động: Hard Rock Stadium Lượng khán giả: 65,300 Trọng tài: Raphael Claus (Brasil) |  |

| 6 tháng 9 Vòng 7 Vòng loại FIFA World Cup 2026 | Argentina                                       | 3–0      | Chile | Buenos Aires, Argentina                                                                                         |  |
| 07:00 UTC+7                                    | - Mac Allister 48' - Alvarez 84' - Dybala 90+1' | Chi tiết |       | Sân vận động: tượng đài Antonio Vespucio Liberti Lượng khán giả: 52,160 Trọng tài: Jesús Valenzuela (Venezuela) |  |

| 11 tháng 9 Vòng 8 Vòng loại FIFA World Cup 2026 | Colombia                               | 2–1      | Argentina      | Barranquilla, Colombia                                                                                  |  |
| 03:30 UTC+7                                     | - Mosquera 25' - Rodríguez 60' (ph.đ.) | Chi tiết | - González 48' | Sân vận động: Sân vận động đô thị Roberto Meléndez Lượng khán giả: 45,000 Trọng tài: Piero Maza (Chile) |  |

| 11 tháng 10 Vòng 9 Vòng loại FIFA World Cup 2026 | Venezuela    | 1–1      | Argentina      | Maturín, Venezuela                                                                             |  |
| 04:00 UTC+7                                      | - Rondón 65' | Chi tiết | - Otamendi 13' | Sân vận động: Monumental de Maturín Lượng khán giả: 50,000 Trọng tài: Gustavo Tejera (Uruguay) |  |

| 16 tháng 10 Vòng 10 Vòng loại FIFA World Cup 2026 | Argentina                                                             | 6–0      | Bolivia | Buenos Aires, Argentina                                                                                |  |
| 07:00 UTC+7                                       | - Messi 19', 84', 86' - La. Martínez 43' - Alvarez 45+3' - Almada 69' | Chi tiết |         | Sân vận động: tượng đài Antonio Vespucio Liberti Lượng khán giả: 60,000 Trọng tài: Kevin Ortega (Peru) |  |

| 15 tháng 11 Vòng 11 Vòng loại FIFA World Cup 2026 | Paraguay                      | 2–1      | Argentina          | Asunción, Paraguay                                                                             |  |
| 06:30 UTC+7                                       | - Sanabria 19' - Alderete 47' | Chi tiết | - La. Martínez 11' | Sân vận động: Defensores del Chaco Lượng khán giả: 32,200 Trọng tài: Anderson Daronco (Brasil) |  |

| 20 tháng 11 Vòng 12 Vòng loại FIFA World Cup 2026 | Argentina          | 1–0      | Perú | Buenos Aires, Argentina                                                               |  |
| 07:00 UTC+7                                       | - La. Martínez 55' | Chi tiết |      | Sân vận động: La Bombonera Lượng khán giả: 52,000 Trọng tài: Wilmar Roldán (Colombia) |  |

### 2025
| 22 tháng 3 Vòng 13 Vòng loại FIFA World Cup 2026 | Uruguay | 0–1      | Argentina    | Montevideo, Uruguay                                                                        |  |
| 06:30 UTC+7                                      |         | Chi tiết | - Almada 68' | Sân vận động: Centenario Lượng khán giả: 55,000 Trọng tài: Juan Gabriel Benítez (Paraguay) |  |

| 26 tháng 3 Vòng 14 Vòng loại FIFA World Cup 2026 | Argentina                                                     | 4–1      | Brasil      | Buenos Aires, Argentina                                                                                    |  |
| 07:00 UTC+7                                      | - Alvarez 4' - Fernández 12' - Mac Allister 37' - Simeone 71' | Chi tiết | - Cunha 26' | Sân vận động: tượng đài Antonio Vespucio Liberti Lượng khán giả: 85,015 Trọng tài: Andrés Rojas (Colombia) |  |

| 6 tháng 6 Vòng 15 Vòng loại FIFA World Cup 2026 | Chile | 0–1      | Argentina     | Santiago, Chile                                                                                               |  |
| 08:00 UTC+7                                     |       | Chi tiết | - Alvarez 16' | Sân vận động: Quốc gia Julio Martínez Prádanos Lượng khán giả: 38,996 Trọng tài: Jesús Valenzuela (Venezuela) |  |

| 11 tháng 6 Vòng 16 Vòng loại FIFA World Cup 2026 | Argentina    | 1-1      | Colombia   | Buenos Aires, Argentina                                                                                            |  |
| 07:00 UTC+7                                      | - Almada 81' | Chi tiết | - Diaz 24' | Sân vận động: tượng đài Antonio Vespucio Liberti Lượng khán giả: 77,791 Trọng tài: Juan Gabriel Benítez (Paraguay) |  |

| 5 tháng 9 Vòng 17 Vòng loại FIFA World Cup 2026 | Argentina | v | Venezuela | Argentina |
| --:-- UTC+7                                     |           |   |           |           |

| 10 tháng 9 Vòng 18 Vòng loại FIFA World Cup 2026 | Ecuador | v | Argentina | Ecuador |
| --:-- UTC+7                                      |         |   |           |         |

| tháng 10 Giao hữu | Trung Quốc | v | Argentina | Quảng Châu, Trung Quốc           |  |
| --:-- UTC+7       |            |   |           | Sân vận động: Olympic Quảng Đông |  |

### 2026
| tháng 3 Giao hữu | Singapore | v        | Argentina | Kallang, Singapore               |  |
| --:--            |           | Chi tiết |           | Sân vận động: Quốc gia Singapore |  |

| tháng 3 Finalissima 2026 | Argentina | v | Tây Ban Nha | TBD               |  |
| --:--                    |           |   |             | Sân vận động: TBD |  |

## Ban huấn luyện
| Vị trí                                 | Tên            |
| -------------------------------------- | -------------- |
| Huấn luyện viên trưởng                 | Lionel Scaloni |
| Trợ lý huấn luyện viên                 | Pablo Aimar    |
| Trợ lý huấn luyện viên                 | Roberto Ayala  |
| Trợ lý huấn luyện viên                 | Walter Samuel  |
| Trợ lý huấn luyện viên (nhà phân tích) | Matías Manna   |
| Huấn luyện viên thể hình               | Luis Martín    |
| Huấn luyện viên thủ môn                | Martín Tocalli |

### Lịch sử huấn luyện viên
- Nguồn:[60][61][62][63]

- Pedro Calomino (1921) [note 4]
- Ángel Vázquez (1924–25)
- José Lago Millán (1927–28)
- Francisco Olazar (1929)
- Francisco Olazar &  Juan J. Tramutola (1929–1930)
- Felipe Pascucci (1934)
- Manuel Seoane (1935–37)
- Ángel Fernández Roca (1937–1939)
- Guillermo Stábile (1939–1958)
- José Manuel Moreno (1959)
- Guillermo Stábile (1960)
- Victorio Spinetto (1960–61)
- José D'Amico (1962)
- Juan Carlos Lorenzo (1962)
- Néstor Rossi (1962)
- Jim Lópes (1962)
- Horacio A. Torres (1963–64)
- José D'Amico (1964)
- José María Minella (1964–65)
- Osvaldo Zubeldía (1965)
- Juan Carlos Lorenzo (1966)
- Jim Lópes (1967)
- Carmelo Faraone (1967)
- Renato Cesarini (1967–68)
- José María Minella (1968)
- Humberto Maschio (1968–69)
- Adolfo Pedernera (1969)
- Juan José Pizzuti (1970–72)
- Omar Sívori (1972–73)
- Vladislao Cap (1974)
- César Menotti (1974–83)
- Carlos Bilardo (1983–90)
- Alfio Basile (1990–94)
- Daniel Passarella (1994–98)
- Marcelo Bielsa (1998–2004)
- José Pékerman (2004–06)
- Alfio Basile (2006–08)
- Diego Maradona (2008–10)
- Sergio Batista (2010–11)
- Alejandro Sabella (2011–14)
- Gerardo Martino (2014–16)
- Edgardo Bauza (2016–17)
- Jorge Sampaoli (2017–18)
- Lionel Scaloni (2018–nay)

## Đội hình hiện tại

### Đội hình hiện tại
Các cầu thủ sau đây đã được triệu tập vào danh sách sơ bộ cho các trận đấu thuộc khuôn khổ Vòng loại FIFA World Cup 2026 gặp  Chile và  Colombia, diễn ra lần lượt vào ngày 5 và 10 tháng 6 năm 2025.
Số lần ra sân và số bàn thắng cập nhật ngày ngày 25 tháng 03 năm 2025, sau trận đấu với  Brasil.
| Số | VT | Cầu thủ                    | Ngày sinh (tuổi)  | Trận | Bàn | Câu lạc bộ        |
| -- | -- | -------------------------- | ----------------- | ---- | --- | ----------------- |
|    | TM | Emiliano Martínez          | 2 tháng 9, 1992   | 51   | 0   | Aston Villa       |
|    | TM | Gerónimo Rulli             | 20 tháng 5, 1992  | 6    | 0   | Marseille         |
|    | TM | Walter Benítez             | 19 tháng 1, 1993  | 1    | 0   | PSV Eindhoven     |
|    |    |                            |                   |      |     |                   |
|    | HV | Nicolás Otamendi (đội phó) | 12 tháng 2, 1988  | 125  | 7   | Benfica           |
|    | HV | Nicolás Tagliafico         | 31 tháng 8, 1992  | 69   | 1   | Lyon              |
|    | HV | Nahuel Molina              | 6 tháng 4, 1998   | 50   | 1   | Atlético Madrid   |
|    | HV | Cristian Romero            | 27 tháng 4, 1998  | 42   | 3   | Tottenham Hotspur |
|    | HV | Juan Foyth                 | 12 tháng 1, 1998  | 18   | 0   | Villarreal        |
|    | HV | Leonardo Balerdi           | 26 tháng 1, 1999  | 6    | 0   | Marseille         |
|    | HV | Facundo Medina             | 28 tháng 5, 1999  | 5    | 0   | Lens              |
|    | HV | Valentín Barco             | 23 tháng 7, 2004  | 2    | 0   | Strasbourg        |
|    | HV | Kevin Lomónaco             | 8 tháng 1, 2002   | 0    | 0   | Independiente     |
|    | HV | Mariano Troilo             | 22 tháng 6, 2003  | 0    | 0   | Belgrano          |
|    |    |                            |                   |      |     |                   |
|    | TV | Rodrigo De Paul            | 24 tháng 5, 1994  | 76   | 2   | Atlético Madrid   |
|    | TV | Leandro Paredes            | 29 tháng 6, 1994  | 72   | 5   | Roma              |
|    | TV | Giovani Lo Celso           | 9 tháng 4, 1996   | 61   | 3   | Betis             |
|    | TV | Enzo Fernández             | 17 tháng 1, 2001  | 36   | 5   | Chelsea           |
|    | TV | Exequiel Palacios          | 5 tháng 10, 1998  | 34   | 0   | Bayer Leverkusen  |
|    | TV | Thiago Almada              | 26 tháng 4, 2001  | 8    | 3   | Lyon              |
|    | TV | Nico Paz                   | 8 tháng 9, 2004   | 2    | 0   | Como              |
|    | TV | Enzo Barrenechea           | 11 tháng 5, 2001  | 0    | 0   | Valencia          |
|    | TV | Franco Mastantuono         | 14 tháng 8, 2007  | 0    | 0   | River Plate       |
|    |    |                            |                   |      |     |                   |
|    | TĐ | Lionel Messi (đội trưởng)  | 24 tháng 6, 1987  | 191  | 112 | Inter Miami       |
|    | TĐ | Lautaro Martínez           | 22 tháng 8, 1997  | 70   | 32  | Internazionale    |
|    | TĐ | Julián Alvarez             | 31 tháng 1, 2000  | 44   | 12  | Atlético Madrid   |
|    | TĐ | Nicolás González           | 6 tháng 4, 1998   | 42   | 6   | Juventus          |
|    | TĐ | Ángel Correa               | 9 tháng 3, 1995   | 27   | 3   | Atlético Madrid   |
|    | TĐ | Giuliano Simeone           | 18 tháng 12, 2002 | 3    | 1   | Atlético Madrid   |

### Triệu tập gần đây
Những cầu thủ sau đây cũng đã được triệu tập vào đội hình trong 12 tháng qua.
| Vt | Cầu thủ               | Ngày sinh (tuổi)  | Số trận | Bt | Câu lạc bộ        | Lần cuối triệu tập                     |
| --- | --------------------- | ----------------- | ------- | -- | ----------------- | -------------------------------------- |
| TM | Juan Musso            | 6 tháng 5, 1994   | 2       | 0  | Atlético Madrid   | v. Bolivia, 15 tháng 10 năm 2024       |
| TM | Franco Armani RET     | 16 tháng 10, 1986 | 19      | 0  | River Plate       | Copa América 2024                      |
| |                       |                   |         |    |                   |                                        |
| HV | Germán Pezzella       | 27 tháng 6, 1991  | 42      | 3  | River Plate       | v. Brasil, 25 tháng 3 năm 2025         |
| HV | Gonzalo Montiel       | 1 tháng 1, 1997   | 36      | 1  | River Plate       | v. Uruguay, 21 tháng 3 năm 2025 INJ    |
| HV | Francisco Ortega      | 19 tháng 3, 1999  | 0       | 0  | Olympiacos        | v. Perú, 19 tháng 11 năm 2024          |
| HV | Nehuén Pérez          | 24 tháng 6, 2000  | 3       | 0  | Porto             | v. Perú, 19 tháng 11 năm 2024          |
| HV | Lisandro Martínez     | 18 tháng 1, 1998  | 26      | 1  | Manchester United | v. Paraguay, 14 tháng 11 năm 2024 INJ  |
| HV | Julio Soler           | 16 tháng 2, 2005  | 0       | 0  | Bournemouth       | v. Bolivia, 15 tháng 10 năm 2024       |
| HV | Marcos Acuña          | 28 tháng 10, 1991 | 61      | 0  | River Plate       | v. Venezuela, 10 tháng 10 năm 2024 INJ |
| HV | Lucas Martínez Quarta | 10 tháng 5, 1996  | 15      | 0  | River Plate       | Copa América 2024                      |
| |                       |                   |         |    |                   |                                        |
| TV | Alexis Mac Allister   | 24 tháng 12, 1998 | 38      | 4  | Liverpool         | v. Brasil, 25 tháng 3 năm 2025 INJ     |
| TV | Máximo Perrone        | 7 tháng 1, 2003   | 0       | 0  | Como              | v. Brasil, 25 tháng 3 năm 2025         |
| TĐ | Alejandro Garnacho    | 1 tháng 7, 2004   | 8       | 0  | Manchester United | v. Perú, 19 tháng 11 năm 2024          |
| TV | Facundo Buonanotte    | 23 tháng 12, 2004 | 2       | 0  | Leicester City    | v. Perú, 19 tháng 11 năm 2024          |
| TV | Guido Rodríguez       | 12 tháng 4, 1994  | 30      | 1  | West Ham United   | v. Colombia, 10 tháng 9 năm 2024       |
| TV | Ezequiel Fernández    | 25 tháng 7, 2002  | 0       | 0  | Al-Qadsiah        | v. Colombia, 10 tháng 9 năm 2024       |
| |                       |                   |         |    |                   |                                        |
| TĐ | Santiago Castro       | 18 tháng 9, 2004  | 0       | 0  | Bologna           | v. Brasil, 25 tháng 3 năm 2025         |
| TĐ | Benjamín Domínguez    | 19 tháng 9, 2003  | 0       | 0  | Bologna           | v. Brasil, 25 tháng 3 năm 2025         |
| TĐ | Paulo Dybala          | 15 tháng 11, 1993 | 40      | 4  | Roma              | v. Uruguay, 21 tháng 3 năm 2025 INJ    |
| TĐ | Valentín Castellanos  | 3 tháng 10, 1998  | 2       | 0  | Lazio             | v. Perú, 19 tháng 11 năm 2024          |
| TĐ | Valentín Carboni      | 5 tháng 3, 2005   | 3       | 0  | Internazionale    | v. Venezuela, 10 tháng 10 năm 2024 INJ |
| TĐ | Matías Soulé          | 15 tháng 4, 2003  | 0       | 0  | Roma              | v. Colombia, 10 tháng 9 năm 2024       |
| TĐ | Ángel Di María RET    | 14 tháng 2, 1988  | 145     | 31 | Rosario Central   | Copa América 2024                      |
| COV Rút khỏi đội do bị cách ly hoặc bị lây nhiễm COVID-19 INJ Rút lui do chấn thương PRE Đội hình sơ bộ RET Chia tay đội tuyển quốc gia SUS Treo giò at U23 Được gọi vào đội U-23 Argentina |                       |                   |         |    |                   |                                        |

## Kỷ lục
Tính đến 15 tháng 6 năm 2023
Cầu thủ in đậm vẫn đang thi đấu cho đội tuyển quốc gia.

### Khoác áo nhiều nhất

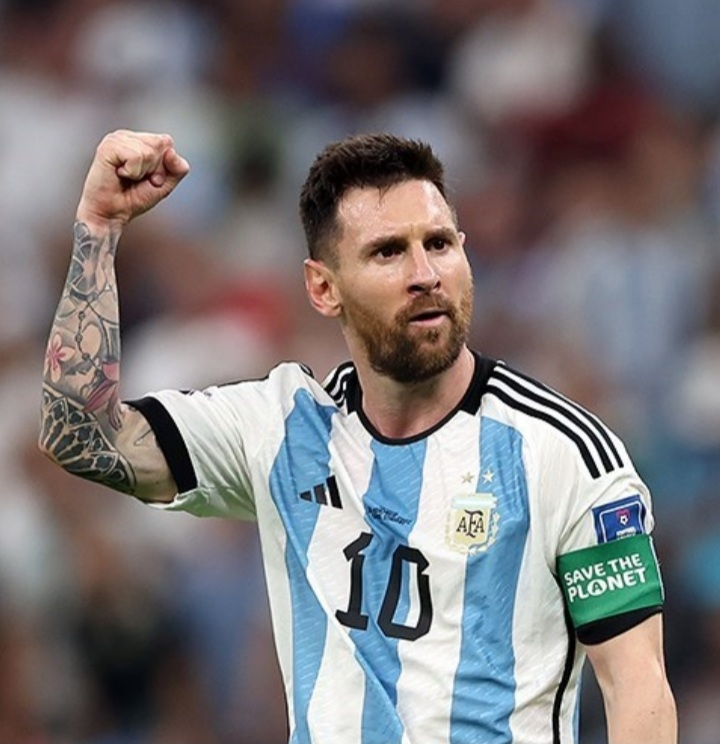
Lionel Messi là cầu thủ khoác áo nhiều nhất, đồng thời là cầu thủ ghi nhiều bàn thắng nhất cho đội tuyển quốc gia.

| #  | Cầu thủ           | Trận | Bàn | Sự nghiệp |
| -- | ----------------- | ---- | --- | --------- |
| 1  | Lionel Messi      | 175  | 103 | 2005–nay  |
| 2  | Javier Mascherano | 147  | 3   | 2003–2018 |
| 3  | Javier Zanetti    | 145  | 5   | 1994–2011 |
| 4  | Ángel Di María    | 132  | 29  | 2008–nay  |
| 5  | Roberto Ayala     | 115  | 7   | 1994–2007 |
| 6  | Diego Simeone     | 104  | 11  | 1988–2002 |
| 7  | Nicolás Otamendi  | 103  | 4   | 2009–nay  |
| 8  | Sergio Agüero     | 101  | 41  | 2006–2021 |
| 9  | Oscar Ruggeri     | 97   | 7   | 1983–1994 |
| 10 | Sergio Romero     | 96   | 0   | 2009–2018 |

### Ghi bàn nhiều nhất
| #  | Cầu thủ             | Bàn | Trận | Hiệu số | Sự nghiệp |
| -- | ------------------- | --- | ---- | ------- | --------- |
| 1  | Lionel Messi (d/s)  | 103 | 175  | 0.59    | 2005–nay  |
| 2  | Gabriel Batistuta   | 56  | 78   | 0.72    | 1991–2002 |
| 3  | Sergio Agüero       | 41  | 101  | 0.41    | 2006–2021 |
| 4  | Hernán Crespo       | 35  | 64   | 0.55    | 1995–2007 |
| 5  | Diego Maradona      | 34  | 91   | 0.37    | 1977–1994 |
| 6  | Gonzalo Higuaín     | 31  | 75   | 0.41    | 2009–2018 |
| 7  | Ángel Di María      | 29  | 132  | 0.22    | 2008–nay  |
| 8  | Luis Artime         | 24  | 25   | 0.96    | 1961–1967 |
| 9  | Leopoldo Luque      | 22  | 45   | 0.49    | 1975–1981 |
| 9  | Daniel Passarella   | 22  | 70   | 0.31    | 1976–1986 |
| 10 | Herminio Masantonio | 21  | 19   | 1.11    | 1935–1942 |
| 10 | José Sanfilippo     | 21  | 30   | 0.7     | 1957–1962 |
| 10 | Lautaro Martínez    | 21  | 48   | 0.44    | 2018–nay  |

### Đội trưởng vô địch World Cup
| Năm  | Cầu thủ           | Trận | Bàn |
| ---- | ----------------- | ---- | --- |
| 1978 | Daniel Passarella | 70   | 22  |
| 1986 | Diego Maradona    | 91   | 34  |
| 2022 | Lionel Messi      | 172  | 98  |

### Ra sân
- Cầu thủ khoác áo nhiều nhất: 175, Lionel Messi, 2005–
- Cầu thủ trẻ nhất: Diego Maradona, 16 tuổi 3 tháng 28 ngày trong trận đấu với Hungary năm 1977
- Cầu thủ trẻ nhất ra sân trong một trận đấu tại FIFA World Cup: Lionel Messi, 18 tuổi, 11 tháng và 23 ngày trong trận đấu với Serbia & Montenegro năm 2006[67]
- Cầu thủ lớn tuổi nhất: Ángel Labruna, 39 tuổi, 8 tháng và 18 ngày trong trận đấu với Tiệp Khắc tại FIFA World Cup 1958.

### Bàn thắng
- Ghi nhiều bàn thắng nhất: 103, Lionel Messi, 2005–[68]
- Cầu thủ ghi bàn lớn tuổi nhất: Martín Palermo, 36 tuổi 7 tháng vào năm 2010 trong trận gặp Hy Lạp.[69]
- Cầu thủ ghi bàn trẻ nhất: Diego Maradona, 18 tuổi, 7 tháng và 4 ngày vào năm 1979 trong trận đấu với Scotland.[70]
- Cầu thủ trẻ nhất ghi bàn trong một trận đấu tại FIFA World Cup: Lionel Messi, 18 tuổi 357 ngày, vào lưới Serbia & Montenegro năm 2006.[71]
- Ghi nhiều bàn thắng nhất trong một trận: 5 – Manuel Seoane năm 1925, Juan Marvezzi năm 1941,[cần dẫn nguồn] Lionel Messi năm 2022.[72]
- Ghi nhiều bàn thắng nhất trong một năm dương lịch: 18 – Lionel Messi năm 2022[73]
- Ghi nhiều bàn thắng nhất tại các vòng chung kết Giải vô địch bóng đá thế giới: 13 – Lionel Messi[74]

### Kỷ lục huấn luyện viên trưởng
Dẫn dắt nhiều trận nhất
Guillermo Stábile: 127 Guillermo đã huấn luyện Argentina trong 123 trận đấu, khiến ông trở thành một trong số ít huấn luyện viên đã cầm quân hơn 100 trận đấu quốc tế. Khi còn làm việc cho đội tuyển quốc gia, ông đã dẫn dắt họ đến những chiến thắng tại Giải vô địch bóng đá Nam Mỹ vào các năm 1941, 1945, 1946, 1947, 1955, và 1957.

### Thành tích và giải thưởng World Cup
Quả bóng vàng World Cup
Quả bóng vàng World Cup được FIFA trao cho cầu thủ xuất sắc nhất tại World Cup kể từ năm 1982; Các cầu thủ Argentina đã ba lần vô địch; Maradona năm 1986 và Messi năm 2014 và 2022.
Vua phá lưới World Cup
Guillermo Stábile năm 1930 và Mario Kempes năm 1978 đều là những cầu thủ ghi nhiều bàn thắng nhất tại các kỳ World Cup tương ứng của họ.
Găng tay vàng World Cup
Thủ môn xuất sắc nhất World Cup được trao giải Găng tay vàng FIFA World Cup. Vào năm 2022, Emiliano Martínez đã giành được giải thưởng này.
Giải cầu thủ trẻ World Cup
Cầu thủ xuất sắc nhất tại World Cup không quá 21 tuổi trong năm dương lịch của giải đấu được trao Giải thưởng Cầu thủ trẻ của World Cup. Vào năm 2022, Enzo Fernández đã giành được giải thưởng này.

## Thành tích tại các giải đấu
Vô địch       Á quân       Hạng ba     Giải đấu diễn ra trên sân nhà 
*Các trận hòa bao gồm các trận đấu loại trực tiếp được quyết định trên loạt sút luân lưu.

### Giải vô địch bóng đá thế giới
| FIFA World Cup | FIFA World Cup           | FIFA World Cup           | FIFA World Cup           | FIFA World Cup           | FIFA World Cup           | FIFA World Cup           | FIFA World Cup           | FIFA World Cup           | FIFA World Cup           |                                                  | Vòng loại                                        | Vòng loại                                        | Vòng loại                                        | Vòng loại                                        | Vòng loại                                        | Vòng loại |
| Năm            | Thành tích               | Thứ hạng                 | Trận                     | W                        | D*                       | L                        | GF                       | GA                       | Đội hình                 | Trận                                             | W                                                | D                                                | L                                                | GF                                               | GA                                               |           |
| -------------- | ------------------------ | ------------------------ | ------------------------ | ------------------------ | ------------------------ | ------------------------ | ------------------------ | ------------------------ | ------------------------ | ------------------------------------------------ | ------------------------------------------------ | ------------------------------------------------ | ------------------------------------------------ | ------------------------------------------------ | ------------------------------------------------ | --------- |
| 1930           | Á quân                   | 2nd                      | 5                        | 4                        | 0                        | 1                        | 18                       | 9                        | Đội hình                 | Vượt qua vòng loại với tư cách khách mời         | Vượt qua vòng loại với tư cách khách mời         | Vượt qua vòng loại với tư cách khách mời         | Vượt qua vòng loại với tư cách khách mời         | Vượt qua vòng loại với tư cách khách mời         | Vượt qua vòng loại với tư cách khách mời         |           |
| 1934           | Vòng 16 đội              | 9th                      | 1                        | 0                        | 0                        | 1                        | 2                        | 3                        | Đội hình                 | Vượt qua vòng loại tự động                       | Vượt qua vòng loại tự động                       | Vượt qua vòng loại tự động                       | Vượt qua vòng loại tự động                       | Vượt qua vòng loại tự động                       | Vượt qua vòng loại tự động                       |           |
| 1938           | Rút lui                  | Rút lui                  | Rút lui                  | Rút lui                  | Rút lui                  | Rút lui                  | Rút lui                  | Rút lui                  | Rút lui                  | Rút lui                                          | Rút lui                                          | Rút lui                                          | Rút lui                                          | Rút lui                                          | Rút lui                                          |           |
| 1950           | Rút lui                  | Rút lui                  | Rút lui                  | Rút lui                  | Rút lui                  | Rút lui                  | Rút lui                  | Rút lui                  | Rút lui                  | Rút lui                                          | Rút lui                                          | Rút lui                                          | Rút lui                                          | Rút lui                                          | Rút lui                                          |           |
| 1954           | Rút lui                  | Rút lui                  | Rút lui                  | Rút lui                  | Rút lui                  | Rút lui                  | Rút lui                  | Rút lui                  | Rút lui                  | Rút lui                                          | Rút lui                                          | Rút lui                                          | Rút lui                                          | Rút lui                                          | Rút lui                                          |           |
| 1958           | Vòng bảng                | 13th                     | 3                        | 1                        | 0                        | 2                        | 5                        | 10                       | Đội hình                 | 4                                                | 3                                                | 0                                                | 1                                                | 10                                               | 2                                                |           |
| 1962           | Vòng bảng                | 10th                     | 3                        | 1                        | 1                        | 1                        | 2                        | 3                        | Đội hình                 | 2                                                | 2                                                | 0                                                | 0                                                | 11                                               | 3                                                |           |
| 1966           | Tứ kết                   | 5th                      | 4                        | 2                        | 1                        | 1                        | 4                        | 2                        | Đội hình                 | 4                                                | 3                                                | 1                                                | 0                                                | 9                                                | 2                                                |           |
| 1970           | Không vượt qua vòng loại | Không vượt qua vòng loại | Không vượt qua vòng loại | Không vượt qua vòng loại | Không vượt qua vòng loại | Không vượt qua vòng loại | Không vượt qua vòng loại | Không vượt qua vòng loại | Không vượt qua vòng loại | 4                                                | 1                                                | 1                                                | 2                                                | 4                                                | 6                                                |           |
| 1974           | Vòng bảng thứ 2          | 8th                      | 6                        | 1                        | 2                        | 3                        | 9                        | 12                       | Đội hình                 | 4                                                | 3                                                | 1                                                | 0                                                | 9                                                | 2                                                |           |
| 1978           | Vô địch                  | 1st                      | 7                        | 5                        | 1                        | 1                        | 15                       | 4                        | Đội hình                 | Vượt qua vòng loại với tư cách chủ nhà           | Vượt qua vòng loại với tư cách chủ nhà           | Vượt qua vòng loại với tư cách chủ nhà           | Vượt qua vòng loại với tư cách chủ nhà           | Vượt qua vòng loại với tư cách chủ nhà           | Vượt qua vòng loại với tư cách chủ nhà           |           |
| 1982           | Vòng bảng thứ 2          | 11th                     | 5                        | 2                        | 0                        | 3                        | 8                        | 7                        | Đội hình                 | Vượt qua vòng loại với tư cách đương kim vô địch | Vượt qua vòng loại với tư cách đương kim vô địch | Vượt qua vòng loại với tư cách đương kim vô địch | Vượt qua vòng loại với tư cách đương kim vô địch | Vượt qua vòng loại với tư cách đương kim vô địch | Vượt qua vòng loại với tư cách đương kim vô địch |           |
| 1986           | Vô địch                  | 1st                      | 7                        | 6                        | 1                        | 0                        | 14                       | 5                        | Đội hình                 | 6                                                | 4                                                | 1                                                | 1                                                | 12                                               | 6                                                |           |
| 1990           | Á quân                   | 2nd                      | 7                        | 2                        | 3                        | 2                        | 5                        | 4                        | Đội hình                 | Vượt qua vòng loại với tư cách đương kim vô địch | Vượt qua vòng loại với tư cách đương kim vô địch | Vượt qua vòng loại với tư cách đương kim vô địch | Vượt qua vòng loại với tư cách đương kim vô địch | Vượt qua vòng loại với tư cách đương kim vô địch | Vượt qua vòng loại với tư cách đương kim vô địch |           |
| 1994           | Vòng 16 đội              | 10th                     | 4                        | 2                        | 0                        | 2                        | 8                        | 6                        | Đội hình                 | 8                                                | 4                                                | 2                                                | 2                                                | 9                                                | 10                                               |           |
| 1998           | Tứ kết                   | 6th                      | 5                        | 3                        | 1                        | 1                        | 10                       | 4                        | Đội hình                 | 16                                               | 8                                                | 6                                                | 2                                                | 23                                               | 13                                               |           |
| 2002           | Vòng bảng                | 18th                     | 3                        | 1                        | 1                        | 1                        | 2                        | 2                        | Đội hình                 | 18                                               | 13                                               | 4                                                | 1                                                | 42                                               | 15                                               |           |
| 2006           | Tứ kết                   | 6th                      | 5                        | 3                        | 2                        | 0                        | 11                       | 3                        | Đội hình                 | 18                                               | 10                                               | 4                                                | 4                                                | 29                                               | 17                                               |           |
| 2010           | Tứ kết                   | 5th                      | 5                        | 4                        | 0                        | 1                        | 10                       | 6                        | Đội hình                 | 18                                               | 8                                                | 4                                                | 6                                                | 23                                               | 20                                               |           |
| 2014           | Á quân                   | 2nd                      | 7                        | 5                        | 1                        | 1                        | 8                        | 4                        | Đội hình                 | 16                                               | 9                                                | 5                                                | 2                                                | 35                                               | 15                                               |           |
| 2018           | Vòng 16 đội              | 16th                     | 4                        | 1                        | 1                        | 2                        | 6                        | 9                        | Đội hình                 | 18                                               | 7                                                | 7                                                | 4                                                | 19                                               | 16                                               |           |
| 2022           | Vô địch                  | 1st                      | 7                        | 4                        | 2                        | 1                        | 15                       | 8                        | Đội hình                 | 17                                               | 11                                               | 6                                                | 0                                                | 27                                               | 8                                                |           |
| 2026           | Chưa xác định            | Chưa xác định            | Chưa xác định            | Chưa xác định            | Chưa xác định            | Chưa xác định            | Chưa xác định            | Chưa xác định            | Chưa xác định            | Chưa xác định                                    | Chưa xác định                                    | Chưa xác định                                    | Chưa xác định                                    | Chưa xác định                                    | Chưa xác định                                    |           |
| Tổng cộng      | 18/22 3 lần vô địch      | 18/22 3 lần vô địch      | 88                       | 47                       | 17                       | 24                       | 152                      | 101                      | —                        | 153                                              | 86                                               | 42                                               | 25                                               | 262                                              | 135                                              |           |

### Cúp bóng đá Nam Mỹ
Tính đến hết giải đấu năm 2024, Argentina là đội tuyển thành công nhất với 16 lần vô địch, 14 lần á quân và 5 lần giành vị trí thứ ba.
| Copa América | Copa América         | Copa América         | Copa América | Copa América | Copa América | Copa América | Copa América | Copa América |
| Năm          | Thành tích           | Thứ hạng             | Số trận      | Thắng        | Hòa*         | Thua         | Bàn thắng    | Bàn thua     |
| ------------ | -------------------- | -------------------- | ------------ | ------------ | ------------ | ------------ | ------------ | ------------ |
| 1916         | Á quân               | 2nd                  | 3            | 1            | 2            | 0            | 7            | 2            |
| 1917         | Á quân               | 2nd                  | 3            | 2            | 0            | 1            | 5            | 3            |
| 1919         | Hạng ba              | 3rd                  | 3            | 1            | 0            | 2            | 7            | 7            |
| 1920         | Á quân               | 2nd                  | 3            | 1            | 2            | 0            | 4            | 2            |
| 1921         | Vô địch              | 1st                  | 3            | 3            | 0            | 0            | 5            | 0            |
| 1922         | Hạng tư              | 4th                  | 4            | 2            | 0            | 2            | 6            | 3            |
| 1923         | Á quân               | 2nd                  | 3            | 2            | 0            | 1            | 6            | 6            |
| 1924         | Á quân               | 2nd                  | 3            | 1            | 2            | 0            | 2            | 0            |
| 1925         | Vô địch              | 1st                  | 4            | 3            | 1            | 0            | 11           | 4            |
| 1926         | Á quân               | 2nd                  | 4            | 2            | 1            | 1            | 14           | 3            |
| 1927         | Vô địch              | 1st                  | 3            | 3            | 0            | 0            | 15           | 4            |
| 1929         | Vô địch              | 1st                  | 3            | 3            | 0            | 0            | 9            | 1            |
| 1935         | Á quân               | 2nd                  | 3            | 2            | 0            | 1            | 8            | 5            |
| 1937         | Vô địch              | 1st                  | 6            | 5            | 0            | 1            | 14           | 5            |
| 1939         | Rút lui              | Rút lui              | Rút lui      | Rút lui      | Rút lui      | Rút lui      | Rút lui      | Rút lui      |
| 1941         | Vô địch              | 1st                  | 4            | 4            | 0            | 0            | 10           | 2            |
| 1942         | Á quân               | 2nd                  | 6            | 4            | 1            | 1            | 21           | 6            |
| 1945         | Vô địch              | 1st                  | 6            | 5            | 1            | 0            | 22           | 5            |
| 1946         | Vô địch              | 1st                  | 5            | 5            | 0            | 0            | 17           | 3            |
| 1947         | Vô địch              | 1st                  | 7            | 6            | 1            | 0            | 28           | 4            |
| 1949         | Rút lui              | Rút lui              | Rút lui      | Rút lui      | Rút lui      | Rút lui      | Rút lui      | Rút lui      |
| 1953         | Rút lui              | Rút lui              | Rút lui      | Rút lui      | Rút lui      | Rút lui      | Rút lui      | Rút lui      |
| 1955         | Vô địch              | 1st                  | 5            | 4            | 1            | 0            | 18           | 6            |
| 1956         | Hạng ba              | 3rd                  | 5            | 3            | 0            | 2            | 5            | 3            |
| 1957         | Vô địch              | 1st                  | 6            | 5            | 0            | 1            | 25           | 6            |
| 1959         | Vô địch              | 1st                  | 6            | 5            | 1            | 0            | 19           | 5            |
| 1959         | Á quân               | 2nd                  | 4            | 2            | 1            | 1            | 9            | 9            |
| 1963         | Hạng ba              | 3rd                  | 6            | 3            | 1            | 2            | 15           | 10           |
| 1967         | Á quân               | 2nd                  | 5            | 4            | 0            | 1            | 12           | 3            |
| 1975         | Vòng bảng            | 5th                  | 4            | 2            | 0            | 2            | 17           | 4            |
| 1979         | Vòng bảng            | 8th                  | 4            | 1            | 1            | 2            | 7            | 6            |
| 1983         | Vòng bảng            | 6th                  | 4            | 1            | 3            | 0            | 5            | 4            |
| 1987         | Hạng tư              | 4th                  | 4            | 1            | 1            | 2            | 5            | 4            |
| 1989         | Hạng ba              | 3rd                  | 7            | 2            | 3            | 2            | 2            | 4            |
| 1991         | Vô địch              | 1st                  | 7            | 6            | 1            | 0            | 16           | 6            |
| 1993         | Vô địch              | 1st                  | 6            | 2            | 4            | 0            | 6            | 4            |
| 1995         | Tứ kết               | 5th                  | 4            | 2            | 1            | 1            | 8            | 6            |
| 1997         | Tứ kết               | 6th                  | 4            | 1            | 2            | 1            | 4            | 3            |
| 1999         | Tứ kết               | 8th                  | 4            | 2            | 0            | 2            | 6            | 6            |
| 2001         | Rút lui              | Rút lui              | Rút lui      | Rút lui      | Rút lui      | Rút lui      | Rút lui      | Rút lui      |
| 2004         | Á quân               | 2nd                  | 6            | 4            | 1            | 1            | 16           | 6            |
| 2007         | Á quân               | 2nd                  | 6            | 5            | 0            | 1            | 16           | 6            |
| 2011         | Tứ kết               | 7th                  | 4            | 1            | 3            | 0            | 5            | 2            |
| 2015         | Á quân               | 2nd                  | 6            | 3            | 3            | 0            | 10           | 3            |
| 2016         | Á quân               | 2nd                  | 6            | 5            | 1            | 0            | 18           | 2            |
| 2019         | Hạng ba              | 3rd                  | 6            | 3            | 1            | 2            | 7            | 6            |
| 2021         | Vô địch              | 1st                  | 7            | 5            | 2            | 0            | 12           | 3            |
| 2024         | Vô địch              | 1st                  | 6            | 5            | 1            | 0            | 9            | 1            |
| Tổng cộng    | 44/48 16 lần vô địch | 44/48 16 lần vô địch | 208          | 132          | 43           | 33           | 483          | 183          |

### Cúp Liên đoàn các châu lục
| Cúp Liên đoàn các châu lục | Cúp Liên đoàn các châu lục | Cúp Liên đoàn các châu lục | Cúp Liên đoàn các châu lục | Cúp Liên đoàn các châu lục | Cúp Liên đoàn các châu lục | Cúp Liên đoàn các châu lục | Cúp Liên đoàn các châu lục | Cúp Liên đoàn các châu lục |
| Năm                        | Thành tích                 | Thứ hạng                   | Số trận                    | Thắng                      | Hòa*                       | Thua                       | Bàn thắng                  | Bàn thua                   |
| -------------------------- | -------------------------- | -------------------------- | -------------------------- | -------------------------- | -------------------------- | -------------------------- | -------------------------- | -------------------------- |
| 1992                       | Vô địch                    | 1st                        | 2                          | 2                          | 0                          | 0                          | 7                          | 1                          |
| 1995                       | Á quân                     | 2nd                        | 3                          | 1                          | 1                          | 1                          | 5                          | 3                          |
| 1997                       | Không giành quyền tham dự  | Không giành quyền tham dự  | Không giành quyền tham dự  | Không giành quyền tham dự  | Không giành quyền tham dự  | Không giành quyền tham dự  | Không giành quyền tham dự  | Không giành quyền tham dự  |
| 1999                       | Không giành quyền tham dự  | Không giành quyền tham dự  | Không giành quyền tham dự  | Không giành quyền tham dự  | Không giành quyền tham dự  | Không giành quyền tham dự  | Không giành quyền tham dự  | Không giành quyền tham dự  |
| 2001                       | Không giành quyền tham dự  | Không giành quyền tham dự  | Không giành quyền tham dự  | Không giành quyền tham dự  | Không giành quyền tham dự  | Không giành quyền tham dự  | Không giành quyền tham dự  | Không giành quyền tham dự  |
| 2003                       | Không giành quyền tham dự  | Không giành quyền tham dự  | Không giành quyền tham dự  | Không giành quyền tham dự  | Không giành quyền tham dự  | Không giành quyền tham dự  | Không giành quyền tham dự  | Không giành quyền tham dự  |
| 2005                       | Á quân                     | 2nd                        | 5                          | 2                          | 2                          | 1                          | 10                         | 10                         |
| 2009                       | Không giành quyền tham dự  | Không giành quyền tham dự  | Không giành quyền tham dự  | Không giành quyền tham dự  | Không giành quyền tham dự  | Không giành quyền tham dự  | Không giành quyền tham dự  | Không giành quyền tham dự  |
| 2013                       | Không giành quyền tham dự  | Không giành quyền tham dự  | Không giành quyền tham dự  | Không giành quyền tham dự  | Không giành quyền tham dự  | Không giành quyền tham dự  | Không giành quyền tham dự  | Không giành quyền tham dự  |
| 2017                       | Không giành quyền tham dự  | Không giành quyền tham dự  | Không giành quyền tham dự  | Không giành quyền tham dự  | Không giành quyền tham dự  | Không giành quyền tham dự  | Không giành quyền tham dự  | Không giành quyền tham dự  |
| Tổng cộng                  | 3/10 1 lần vô địch         | 3/10 1 lần vô địch         | 10                         | 5                          | 3                          | 2                          | 22                         | 14                         |

### Siêu cúp Liên lục địa CONMEBOL–UEFA
| Siêu cúp Liên lục địa CONMEBOL–UEFA | Siêu cúp Liên lục địa CONMEBOL–UEFA | Siêu cúp Liên lục địa CONMEBOL–UEFA | Siêu cúp Liên lục địa CONMEBOL–UEFA | Siêu cúp Liên lục địa CONMEBOL–UEFA | Siêu cúp Liên lục địa CONMEBOL–UEFA | Siêu cúp Liên lục địa CONMEBOL–UEFA | Siêu cúp Liên lục địa CONMEBOL–UEFA | Siêu cúp Liên lục địa CONMEBOL–UEFA |
| Năm                                 | Thành tích                          | Thứ hạng                            | Số trận                             | Thắng                               | Hòa*                                | Thua                                | Bàn thắng                           | Bàn thua                            |
| ----------------------------------- | ----------------------------------- | ----------------------------------- | ----------------------------------- | ----------------------------------- | ----------------------------------- | ----------------------------------- | ----------------------------------- | ----------------------------------- |
| 1985                                | Không giành quyền tham dự           | Không giành quyền tham dự           | Không giành quyền tham dự           | Không giành quyền tham dự           | Không giành quyền tham dự           | Không giành quyền tham dự           | Không giành quyền tham dự           | Không giành quyền tham dự           |
| 1993                                | Vô địch                             | 1st                                 | 1                                   | 0                                   | 1                                   | 0                                   | 1                                   | 1                                   |
| 2022                                | Vô địch                             | 1st                                 | 1                                   | 1                                   | 0                                   | 0                                   | 3                                   | 0                                   |
| 2025                                | Giành quyền tham dự                 | Giành quyền tham dự                 | Giành quyền tham dự                 | Giành quyền tham dự                 | Giành quyền tham dự                 | Giành quyền tham dự                 | Giành quyền tham dự                 | Giành quyền tham dự                 |
| Tổng cộng                           | 3/4 2 lần vô địch                   | 3/4 2 lần vô địch                   | 2                                   | 1                                   | 1                                   | 0                                   | 4                                   | 1                                   |

*Trận hòa được quyết định bằng loạt sút luân lưu.

### Thế vận hội Mùa hè
- (Nội dung thi đấu dành cho cấp đội tuyển quốc gia cho đến kỳ Đại hội năm 1988)

| Thế vận hội Mùa hè | Thế vận hội Mùa hè               | Thế vận hội Mùa hè               | Thế vận hội Mùa hè               | Thế vận hội Mùa hè               | Thế vận hội Mùa hè               | Thế vận hội Mùa hè               | Thế vận hội Mùa hè               | Thế vận hội Mùa hè               |
| Năm                | Thành tích                       | Thứ hạng                         | Số trận                          | Thắng                            | Hòa*                             | Thua                             | Bàn thắng                        | Bàn thua                         |
| ------------------ | -------------------------------- | -------------------------------- | -------------------------------- | -------------------------------- | -------------------------------- | -------------------------------- | -------------------------------- | -------------------------------- |
| 1900               | Không tham dự                    | Không tham dự                    | Không tham dự                    | Không tham dự                    | Không tham dự                    | Không tham dự                    | Không tham dự                    | Không tham dự                    |
| 1904               | Không tham dự                    | Không tham dự                    | Không tham dự                    | Không tham dự                    | Không tham dự                    | Không tham dự                    | Không tham dự                    | Không tham dự                    |
| 1908               | Không tham dự                    | Không tham dự                    | Không tham dự                    | Không tham dự                    | Không tham dự                    | Không tham dự                    | Không tham dự                    | Không tham dự                    |
| 1912               | Không tham dự                    | Không tham dự                    | Không tham dự                    | Không tham dự                    | Không tham dự                    | Không tham dự                    | Không tham dự                    | Không tham dự                    |
| 1920               | Không tham dự                    | Không tham dự                    | Không tham dự                    | Không tham dự                    | Không tham dự                    | Không tham dự                    | Không tham dự                    | Không tham dự                    |
| 1924               | Không tham dự                    | Không tham dự                    | Không tham dự                    | Không tham dự                    | Không tham dự                    | Không tham dự                    | Không tham dự                    | Không tham dự                    |
| 1928               | Huy chương bạc                   | 2nd                              | 5                                | 3                                | 1                                | 1                                | 25                               | 7                                |
| 1936               | Không tham dự                    | Không tham dự                    | Không tham dự                    | Không tham dự                    | Không tham dự                    | Không tham dự                    | Không tham dự                    | Không tham dự                    |
| 1948               | Không tham dự                    | Không tham dự                    | Không tham dự                    | Không tham dự                    | Không tham dự                    | Không tham dự                    | Không tham dự                    | Không tham dự                    |
| 1952               | Không tham dự                    | Không tham dự                    | Không tham dự                    | Không tham dự                    | Không tham dự                    | Không tham dự                    | Không tham dự                    | Không tham dự                    |
| 1956               | Không tham dự                    | Không tham dự                    | Không tham dự                    | Không tham dự                    | Không tham dự                    | Không tham dự                    | Không tham dự                    | Không tham dự                    |
| 1960               | Tứ kết                           | 7th                              | 3                                | 2                                | 0                                | 1                                | 6                                | 4                                |
| 1964               | Vòng bảng                        | 10th                             | 2                                | 0                                | 1                                | 1                                | 3                                | 4                                |
| 1968               | Không vượt qua vòng loại         | Không vượt qua vòng loại         | Không vượt qua vòng loại         | Không vượt qua vòng loại         | Không vượt qua vòng loại         | Không vượt qua vòng loại         | Không vượt qua vòng loại         | Không vượt qua vòng loại         |
| 1972               | Không vượt qua vòng loại         | Không vượt qua vòng loại         | Không vượt qua vòng loại         | Không vượt qua vòng loại         | Không vượt qua vòng loại         | Không vượt qua vòng loại         | Không vượt qua vòng loại         | Không vượt qua vòng loại         |
| 1976               | Không vượt qua vòng loại         | Không vượt qua vòng loại         | Không vượt qua vòng loại         | Không vượt qua vòng loại         | Không vượt qua vòng loại         | Không vượt qua vòng loại         | Không vượt qua vòng loại         | Không vượt qua vòng loại         |
| 1980               | Vượt qua vòng loại nhưng rút lui | Vượt qua vòng loại nhưng rút lui | Vượt qua vòng loại nhưng rút lui | Vượt qua vòng loại nhưng rút lui | Vượt qua vòng loại nhưng rút lui | Vượt qua vòng loại nhưng rút lui | Vượt qua vòng loại nhưng rút lui | Vượt qua vòng loại nhưng rút lui |
| 1984               | Không vượt qua vòng loại         | Không vượt qua vòng loại         | Không vượt qua vòng loại         | Không vượt qua vòng loại         | Không vượt qua vòng loại         | Không vượt qua vòng loại         | Không vượt qua vòng loại         | Không vượt qua vòng loại         |
| 1988               | Tứ kết                           | 8th                              | 4                                | 1                                | 1                                | 2                                | 4                                | 5                                |
| Tổng cộng          | 1 lần huy chương bạc             | 4/19                             | 14                               | 6                                | 3                                | 5                                | 38                               | 20                               |

### Đại hội Thể thao liên Mỹ
- (Nội dung thi đấu dành cho cấp đội tuyển quốc gia cho đến kỳ Đại hội năm 1995)

| Đại hội Thể thao liên Mỹ | Đại hội Thể thao liên Mỹ | Đại hội Thể thao liên Mỹ | Đại hội Thể thao liên Mỹ | Đại hội Thể thao liên Mỹ | Đại hội Thể thao liên Mỹ | Đại hội Thể thao liên Mỹ | Đại hội Thể thao liên Mỹ | Đại hội Thể thao liên Mỹ |
| Năm                      | Thành tích               | Thứ hạng                 | Số trận                  | Thắng                    | Hòa*                     | Thua                     | Bàn thắng                | Bàn thua                 |
| ------------------------ | ------------------------ | ------------------------ | ------------------------ | ------------------------ | ------------------------ | ------------------------ | ------------------------ | ------------------------ |
| 1951                     | Huy chương vàng          | 1st                      | 4                        | 4                        | 0                        | 0                        | 16                       | 2                        |
| 1955                     | Huy chương vàng          | 1st                      | 6                        | 5                        | 1                        | 0                        | 23                       | 7                        |
| 1959                     | Huy chương vàng          | 1st                      | 6                        | 5                        | 1                        | 0                        | 20                       | 4                        |
| 1963                     | Huy chương bạc           | 2nd                      | 4                        | 2                        | 2                        | 0                        | 11                       | 3                        |
| 1967                     | Vòng sơ loại             | 5th                      | 3                        | 1                        | 1                        | 1                        | 7                        | 3                        |
| 1971                     | Huy chương vàng          | 1st                      | 8                        | 6                        | 2                        | 0                        | 13                       | 4                        |
| 1975                     | Huy chương đồng          | 3rd                      | 6                        | 5                        | 1                        | 0                        | 19                       | 1                        |
| 1979                     | Huy chương đồng          | 3rd                      | 5                        | 4                        | 1                        | 0                        | 9                        | 0                        |
| 1983                     | Vòng sơ loại             | 5th                      | 2                        | 0                        | 0                        | 2                        | 0                        | 4                        |
| 1987                     | Huy chương đồng          | 3rd                      | 5                        | 3                        | 1                        | 1                        | 11                       | 3                        |
| 1991                     | Không vượt qua vòng loại | Không vượt qua vòng loại | Không vượt qua vòng loại | Không vượt qua vòng loại | Không vượt qua vòng loại | Không vượt qua vòng loại | Không vượt qua vòng loại | Không vượt qua vòng loại |
| 1995                     | Huy chương vàng          | 1st                      | 6                        | 4                        | 2                        | 0                        | 10                       | 4                        |
| Tổng cộng                | 5 lần huy chương vàng    | 11/12                    | 55                       | 39                       | 12                       | 4                        | 139                      | 35                       |

## Kình địch

### Brasil
Argentina và Brasil có một cuộc đối đầu quyết liệt, được xem là một trong những cuộc đối đầu lâu đời nhất ở Nam Mỹ. Các trận đấu giữa hai đội, ngay cả khi chỉ là các trận đấu giao hữu, thường được đánh dấu bởi những sự kiện nổi bật và gây tranh cãi. Cuộc đối đầu này còn được gọi là “Trận chiến của châu Mỹ”. FIFA đã mô tả đây là “bản chất của sự kình địch trong bóng đá”.
Sự kình địch này còn mở rộng đến việc so sánh giữa Pelé và Diego Maradona. Một số đồng hương của họ cũng thường xuyên xuất hiện trong những cuộc tranh luận như vậy. Cặp đôi nổi bật tiếp theo có lẽ là Garrincha của Brasil và Alfredo Di Stéfano của Argentina. Những nhân vật nổi bật nhất từ hai quốc gia này trong bóng đá hiện đại là Neymar của Brasil và Lionel Messi của Argentina. Cả Pelé và Maradona đều đã tuyên bố Neymar và Messi là “người kế nhiệm” của họ.

### Anh
Với mối thù bắt nguồn từ World Cup 1966 và trở nên căng thẳng hơn sau chiến tranh Falkland năm 1982, Argentina và Anh đã có nhiều lần chạm trán tại các kỳ World Cup. Một trong số đó là trận tứ kết của World Cup 1986, nơi Diego Maradona ghi hai bàn thắng vào lưới đội tuyển Anh. Bàn đầu tiên là một pha dùng tay chơi bóng, nhưng trọng tài vẫn công nhận bàn thắng. Bàn thứ hai, được ghi chỉ vài phút sau đó, chứng kiến Maradona vượt qua năm cầu thủ Anh trước khi ghi bàn, và thường được mô tả là một trong những bàn thắng vĩ đại nhất — nếu không muốn nói là vĩ đại nhất — trong lịch sử bóng đá.
Hai đội sau đó lại gặp nhau ở vòng 16 đội của World Cup 1998, nơi Argentina giành chiến thắng trên chấm luân lưu, và tiếp tục đối đầu ở vòng bảng của World Cup 2002, với chiến thắng 1–0 nghiêng về Anh nhờ quả phạt đền của David Beckham, người từng bị truất quyền thi đấu trong trận gặp Argentina bốn năm trước đó.

### Đức

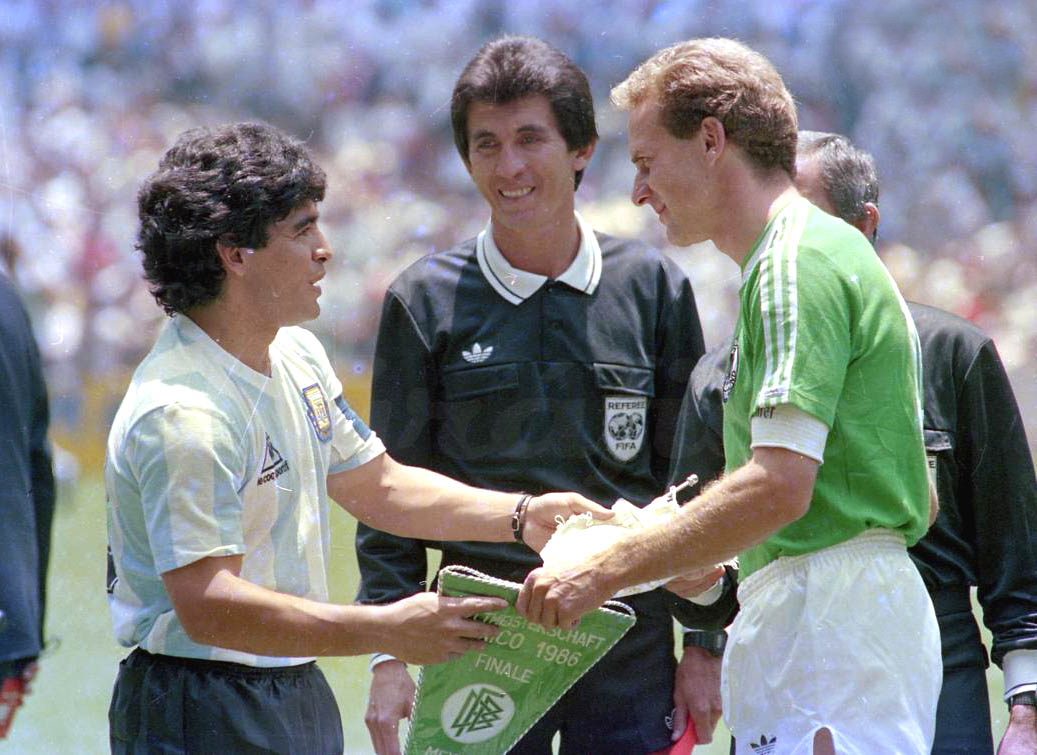
Diego Maradona và Karl-Heinz Rummenigge trước trận chung kết World Cup 1986 giữa Argentina và Tây Đức

Argentina đã đối đầu với Đức trong bảy trận đấu tại FIFA World Cup, bao gồm ba trận chung kết World Cup. Tại World Cup 1986 Argentina đã thắng với tỷ số 3–2, nhưng tại World Cup 1990 và World Cup 2014 đội tuyển Đức là bên giành chiến thắng với tỷ số 1–0 trong cả hai lần.
Lần đầu tiên hai đội gặp nhau là ở vòng bảng của World Cup 1958, nkhi Argentina để thua trước đương kim vô địch Tây Đức với tỷ số 1–3. Tại World Cup 1966, hai đội lại một lần nữa đối đầu nhau ở vòng bảng và trận đấu kết thúc với tỷ số hòa 0–0. World Cup 2006, hai đội gặp nhau ở vòng tứ kết, Argentina thua trong loạt sút luân lưu sau khi hòa 1–1, sau đó đã xảy ra một cuộc ẩu đả trên sân giữa một số cầu thủ. Họ gặp lại nhau ở vòng tứ kết tại World Cup 2010, lần này Đức giành chiến thắng với tỉ số 4–0. Họ đã đối đầu liên tiếp ba kỳ World Cup, với trận chung kết tại Brasil năm 2014, nơi Argentina bị đánh bại trong hiệp phụ với tỉ số 1–0.

### Uruguay
Argentina có một sự đối đầu lâu dài với Uruguay, bắt nguồn từ các giải vô địch Nam Mỹ đầu tiên, Thế vận hội Mùa hè 1928 và trận chung kết World Cup đầu tiên, được tổ chức vào năm 1930.
Argentina và Uruguay giữ kỷ lục về số trận đấu quốc tế nhiều nhất giữa hai quốc gia. Hai đội đã đối đầu nhau 197 lần kể từ năm 1902. Trận đấu đầu tiên giữa Argentina và Uruguay cũng là trận đấu quốc tế chính thức đầu tiên được tổ chức ngoài Vương quốc Anh.

### Hà Lan
Được giới truyền thông thể thao xem là hai đội bóng vĩ đại trong lịch sử, Argentina và Hà Lan đã phát triển một sự cạnh tranh gay gắt. Họ đã gặp nhau tổng cộng mười lần, trong đó có sáu lần tại World Cup.
Hai đội lần đầu gặp nhau vào ngày 26 tháng 5 năm 1974 trong một trận giao hữu quốc tế, với chiến thắng 4–1 thuộc về Hà Lan. Cuộc đối đầu nổi bật nhất của họ diễn ra tại trận chung kết World Cup 1978, nơi Argentina giành chiến thắng. Một trong những lần gặp gỡ gần đây và căng thẳng nhất là tại vòng tứ kết của World Cup 2022, với kết quả hòa 2–2 và Argentina giành chiến thắng trên loạt sút luân lưu, được biết đến với tên gọi "Trận Lusail".

### México
Argentina có một mối thù nhỏ với México, phát triển vào những năm 1990. Mối thù này được coi là một chiều khi người Argentina không xem México là đối thủ. Mặc dù trận đấu chính thức đầu tiên giữa hai quốc gia diễn ra tại World Cup 1930, nơi Argentina thắng México 6–3 ở vòng bảng, nhưng mối thù này chỉ nổi lên vào cuối thế kỷ 20, đặc biệt sau trận chung kết Copa América 1993, khi Argentina đánh bại México 2–1. Đó là lần đầu tiên một quốc gia không thuộc Liên đoàn bóng đá Nam Mỹ góp mặt ở trận chung kết Copa América và cũng là trận chung kết đầu tiên giữa hai đội này.
Mối thù này tiếp tục trong các giải đấu cấp câu lạc bộ, khi Argentina và México lần đầu gặp nhau tại Copa Interamericana 1968. Mối quan hệ cạnh tranh giữa hai quốc gia ở cấp câu lạc bộ tăng lên vào cuối những năm 1990, khi các câu lạc bộ México được mời tham gia Copa Libertadores và đã có những trận đấu đáng nhớ với Boca Juniors.
Trong suốt World Cup 2022 tại Qatar, một số cổ động viên México và Argentina đã xảy ra ẩu đả ở Doha trước trận đấu giữa hai đội, thể hiện sự thù địch gay gắt. Cổ động viên hai bên lại tiếp tục xung đột bên trong sân vận động Lusail sau trận đấu mà Argentina thắng 2–0, giúp Argentina có cơ hội đi tiếp và buộc México phải thắng Ả Rập Xê Út để giành tấm vé đi tiếp, kết quả là Argentina và Ba Lan lọt vào vòng trong còn México bị loại cùng Ả Rập Xê Út.
Cảm giác đối đầu này được cổ động viên và truyền thông México cảm nhận rõ hơn, vì người Argentina không xem México là đối thủ như Brazil, Đức, Uruguay hay Anh.

### Nigeria
Một cuộc đối đầu thường xuyên phát triển từ những năm 1990 giữa Argentina và Nigeria, không dựa trên sự gần gũi về địa lý, cuộc chiến lâu dài vì danh hiệu hay các yếu tố bên ngoài bóng đá, mà là do tần suất các trận đấu quan trọng giữa hai đội. Điều này bao gồm năm trận đấu vòng bảng World Cup, tất cả đều do Argentina thắng với cách biệt một bàn: 2–1 năm 1994, 1–0 năm 2002, 1–0 năm 2010, 3–2 năm 2014 và 2–1 năm 2018. Cuộc đối đầu này là cặp trận phổ biến nhất trong lịch sử giải đấu có sự góp mặt của một quốc gia châu Phi, và đã diễn ra trong năm trên sáu kỳ World Cup mà Nigeria tham dự. Hai đội cũng từng gặp nhau tại Cúp Nhà vua Fahd 1995 (tiền thân của Confederations Cup) khi là nhà vô địch của các châu lục, hòa 0–0.
Dưới cấp độ đội tuyển quốc gia chính thức, các đội Olympic của họ cũng đã đối đầu trong trận chung kết giành huy chương vàng Olympics 1996 (Nigeria thắng 3–2), và 2008 (Argentina thắng 1–0). Trận chung kết Giải vô địch bóng đá trẻ thế giới 2005 cũng là cuộc đối đầu giữa hai đội, cả hai bàn thắng của Argentina trong chiến thắng 2–1 đều đến từ các quả phạt đền do Lionel Messi thực hiện. Tuy nhiên, tại Giải vô địch bóng đá U-20 thế giới 2023, Nigeria đã đánh bại đội chủ nhà Argentina 2−0 ở vòng 16 đội.
Cảm giác về sự kình địch được cảm nhận rõ rệt hơn từ phía Nigeria, do Argentina gần như luôn giành chiến thắng trong các lần chạm trán, nên họ không coi Nigeria là đối thủ ngang hàng như Brazil, Anh, Uruguay hay Đức — trái ngược với đội bóng Tây Phi, những người vẫn luôn khao khát vượt qua đối thủ danh tiếng hơn.

## Danh hiệu
Giải vô địch bóng đá thế giới
- Vô địch (3): 1978, 1986, 2022
- Á quân (3): 1930, 1990, 2014

Giải vô địch bóng đá Nam Mỹ / Cúp bóng đá Nam Mỹ

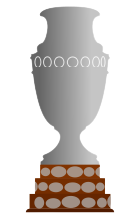

- Vô địch (16): 1921, 1925, 1927, 1929, 1937, 1941, 1945, 1946, 1947, 1955, 1957, 1959 (Argentina), 1991, 1993, 2021, 2024
- Á quân (14): 1916, 1917, 1920, 1923, 1924, 1926, 1935, 1942, 1959 (Ecuador), 1967, 2004, 2007, 2015, 2016
- Hạng ba (5): 1919, 1956, 1963, 1989, 2019

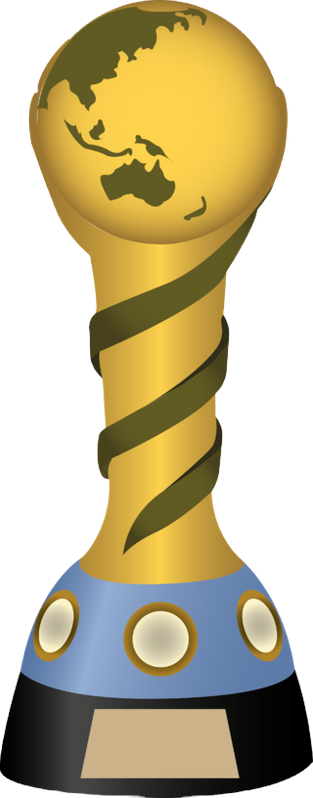

Cúp Liên đoàn các châu lục
- Vô địch (1): 1992
- Á quân (2): 1995, 2005

Thế vận hội Mùa hè
- Huy chương bạc (1): 1928

Đại hội Thể thao liên Mỹ

- Huy chương vàng (5): 1951, 1955, 1959, 1971, 1995
- Huy chương bạc (1): 1963
- Huy chương đồng (3): 1975, 1979, 1987

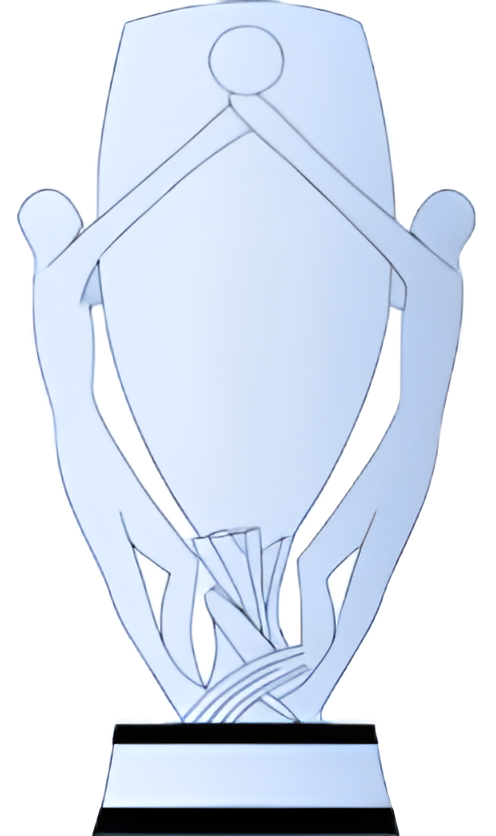

Cúp các đội vô địch CONMEBOL–UEFA

- Vô địch (2): 1993, 2022

Thế vận hội Olympic
- Huy chương vàng (2): 2004, 2008